# Glatigny, Oise
Glatigny är en kommun i departementet Oise i regionen Hauts-de-France i norra Frankrike. Kommunen ligger i kantonen Songeons som tillhör arrondissementet Beauvais. År 2022 hade Glatigny 217 invånare.

## Befolkningsutveckling
Antalet invånare i kommunen Glatigny
| Referens: INSEE |